# هانك غودي
هانك غودي (بالإنجليزية: Hank Gowdy)‏ هو لاعب كرة قاعدة أمريكي، ولد في 24 أغسطس 1889 في كولومبوس في الولايات المتحدة، وتوفي بنفس المكان في 1 أغسطس 1966.

## وصلات خارجية
- هانك غودي على موقع جمعية أبحاث البيسبول الأمريكية (الإنجليزية)